# Смит, Том Роб
Том Роб Смит (англ. Tom Rob Smith) — британский писатель и сценарист.

## Биография

### Ранняя жизнь
Родился в 1979 году в Южном Лондоне в семье шведки и англичанина. Там же прошло его детство.
Обучался в Далвиче с 1987 по 1997 год. Окончил колледж Св. Иоанна в Кембридже. В 2001 году принял участие в программе Harper Wood Studentship, ставящей своей целью и продолжил свое обучение в Университете Парвин в Италии.

### Карьера
Работал редактором сценариев на ТВ и сам писал небольшие рассказы и сценарии.
В 2008 году стартовал в литературе с книгой «Малыш 44» (в России изданный как «44-й ребёнок» и «Номер 44») — криминальным триллер о послевоенном Советском Союзе. За неё был номинирован на несколько престижных литературных премий, среди которых Barry Award, Стальной Кинжал имени Яна Флеминга от Ассоциации писателей-криминалистов Великобритании и International Thriller Award. За право экранизации романа вступили в борьбу ряд крупных кинокомпаний. В 2015 году шведский режиссёр Даниэль Эспиноса снял одноимённый фильм, вызвавший противоречивые оценки. В дальнейшем Смит написал два продолжения — «Секретная речь» (в русском издании — «Колыма») и «Агент 6».
Он также является создателем и автором сценария драматического телесериала «Лондонский шпион», который был впервые показан на BBC Two в ноябре 2015 года.

### Личная жизнь
Смит — открытый гомосексуал. Его партнёр — Бен Стивенсон, крупный телевизионный руководитель.

## Книги
- Ребёнок 44[англ.] (2008), ISBN 978-1847371263
- Секретная речь[англ.] (2009), ISBN 978-1847371287
- Агент 6[англ.] (2011), ISBN 978-1847375674
- Ферма[англ.] (2014), ISBN 978-1847375698